# Ànimes robades
Ànimes robades (títol original en suec, Jana: Märkta för livet) és una sèrie de televisió sueca de drama i thriller desenvolupada per Viaplay. Es va estrenar per primer cop a SBS On Demand, els socis australians de Viaplay, el 6 de març de 2024. Inicialment, estava programat emetre's en estríming a Europa a través Viaplay a finals del 2023, però es va cancel·lar a causa de la reducció de personal de l'empresa. El seu debut europeu es va ajornar fins al 19 d'abril de 2024 després que Prime Video Nordics adquirís la sèrie. S'ha doblat i subtitulat al català per a FilminCAT.
La sèrie de sis episodis està basada en la novel·la d'Emelie Schepp Märkta för livet, que compta amb la protagonista Jana Berzelius, una fiscal. La sèrie de televisió va ser cocreada per Felix Herngren i Henrik Björn, que també la va dirigir. Els guionistes són Maria Karlsson, Daniel Sawka i Charlotte Lesche. El rodatge va començar a principis del 2023 a Norrköping i a Estocolm. La Jana és interpretada per Madeleine Martin, els seus pares adoptius són la Margaretha (Pernilla August) i en Karl (Johan Ulveson), mentre que August Wittgenstein interpreta el fiscal en cap, en Peer.